# Liste der Kulturdenkmäler in Kaifenheim
In der Liste der Kulturdenkmäler in Kaifenheim sind alle Kulturdenkmäler der rheinland-pfälzischen Ortsgemeinde Kaifenheim aufgeführt. Grundlage ist die Denkmalliste des Landes Rheinland-Pfalz (Stand: 21. September 2023).

## Einzeldenkmäler
| Bezeichnung                          | Lage                                                 | Baujahr | Beschreibung | Bild                                    |
| ------------------------------------ | ---------------------------------------------------- | ------- | --- | --------------------------------------- |
| Katholische Kapelle St. Wendelin     | Kapellenstraße 30 Lage                               | 1798    | Saalbau, bezeichnet 1798; Grabkreuz, bezeichnet 1551                                                                                           | Fotos hochladen                         |
| Pfarrhaus                            | Hauptstraße 17 Lage                                  | 1778    | Walmdachbau, 1778; im Garten Grabkreuze, 18. Jahrhundert, Kreuz, 20. Jahrhundert; Gesamtanlage mit Kirche St. Nikolaus und ehemaligem Friedhof | BW                                      |
| Katholische Pfarrkirche St. Nikolaus | Kirchweg 5 Lage                                      | 1841/42 | dreischiffige Halle, 1841/42, Bauinspektor Ferdinand Nebel; Gesamtanlage mit ehemaligem Friedhof und Pfarrhaus                                 | Fotos hochladen                         |
| Wegekreuz                            | nördlich des Ortes                                   | 1672    | Wegekreuz mit Kreuzigungsgruppe, Basalt, bezeichnet 1672                                                                                       | Direkt Bild zu diesem Denkmal hochladen |
| Wegekreuz                            | nordöstlich des Ortes Lage                           | 1646    | Wegekreuz, bezeichnet 1646 | BW                                      |
| Wegekreuz                            | östlich des Ortes an der L 109 Lage                  | 1614    | Wegekreuz, bezeichnet 1614 | Fotos hochladen                         |
| Kapelle                              | südwestlich des Ortes an der Kaifenheimer Mühle Lage | 1895    | Kapelle, Saalbau, bezeichnet 1895 | BW                                      |